# Колібрі-сапфір мексиканський
Колі́брі-сапфі́р мексиканський (Basilinna leucotis) — вид серпокрильцеподібних птахів родини колібрієвих (Trochilidae). Мешкає в США, Мексиці і Центральній Америці.

## Опис

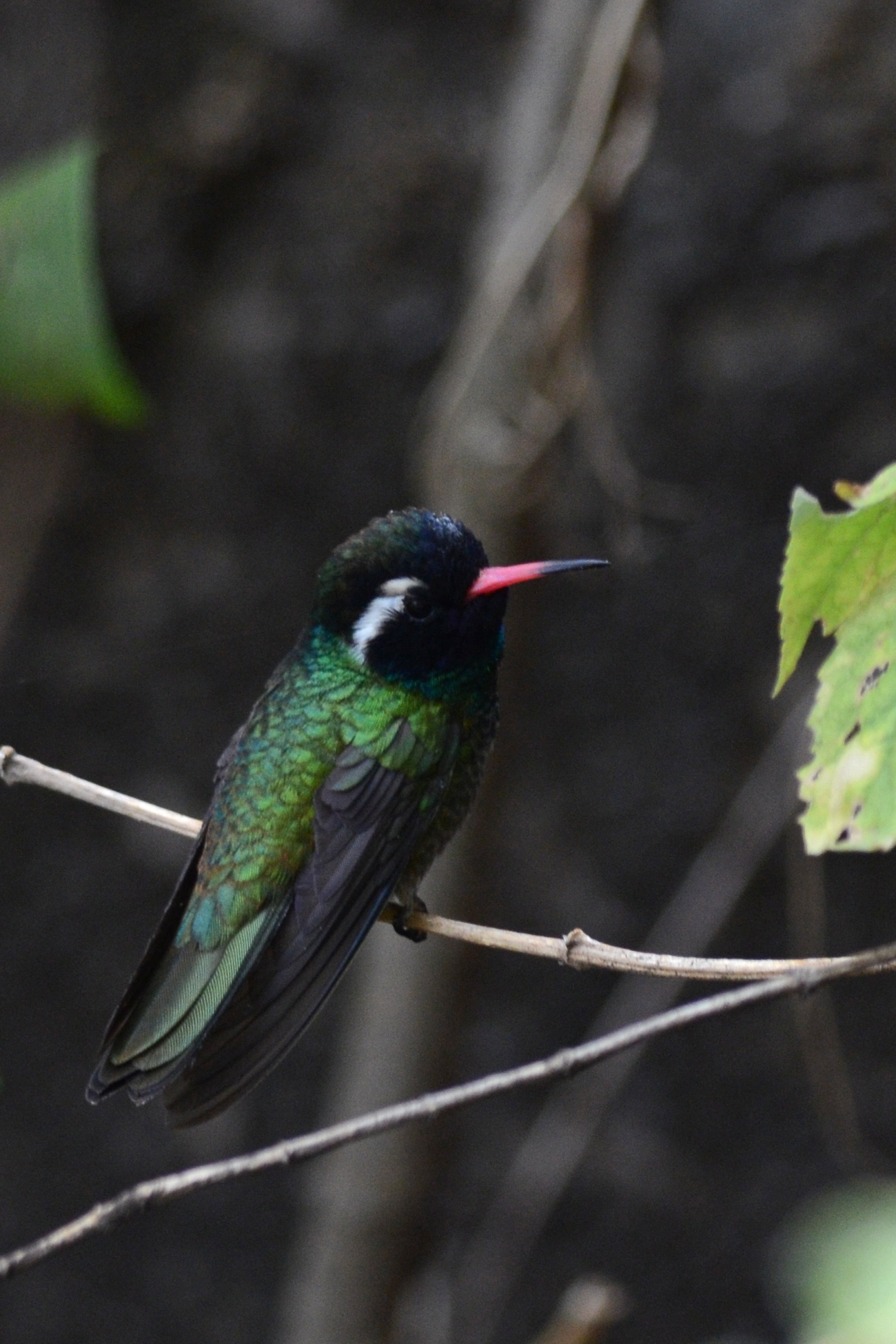
Самець мексиканського колібрі-сапфіра

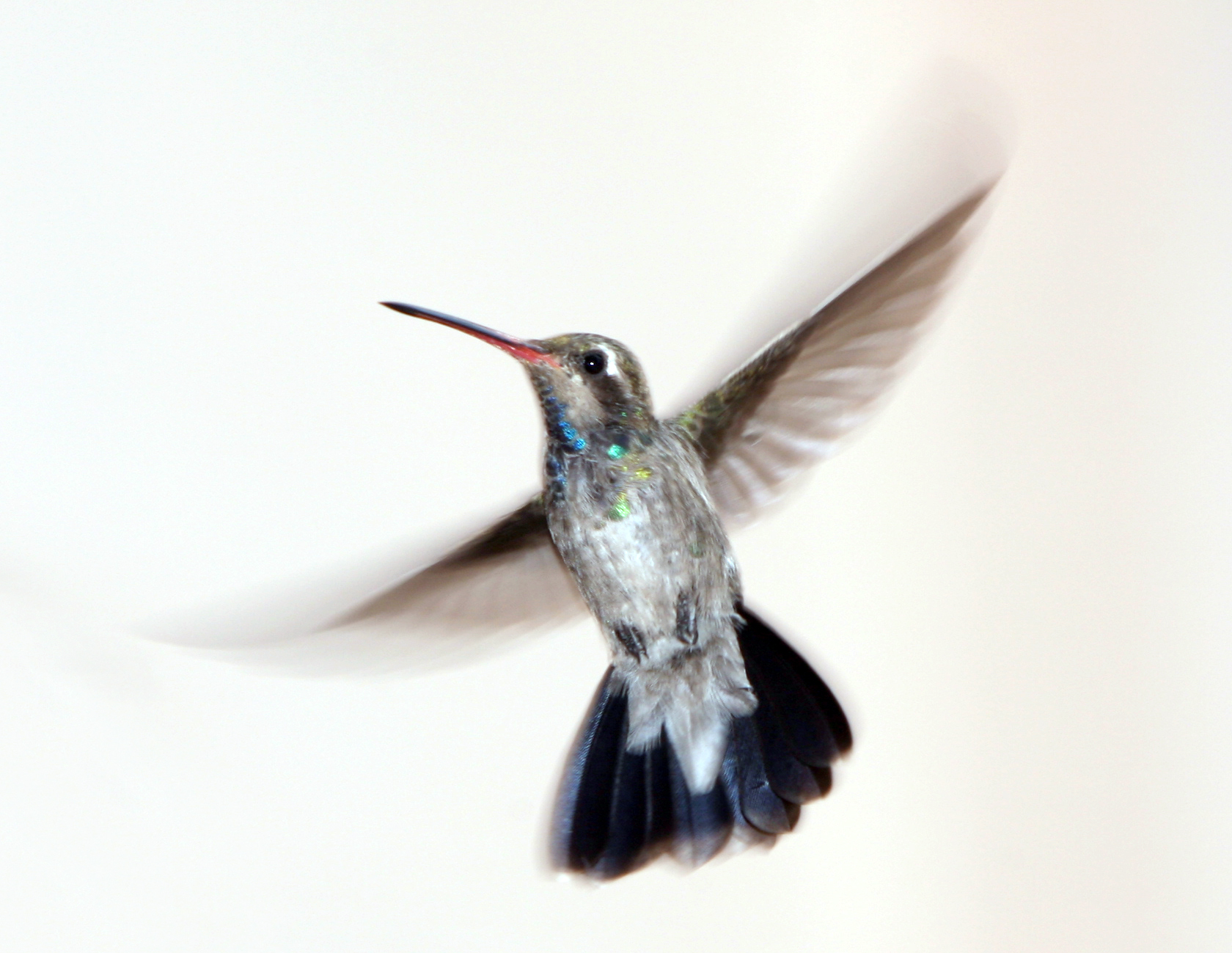
Самиця мексиканського колібрі-сапфіра

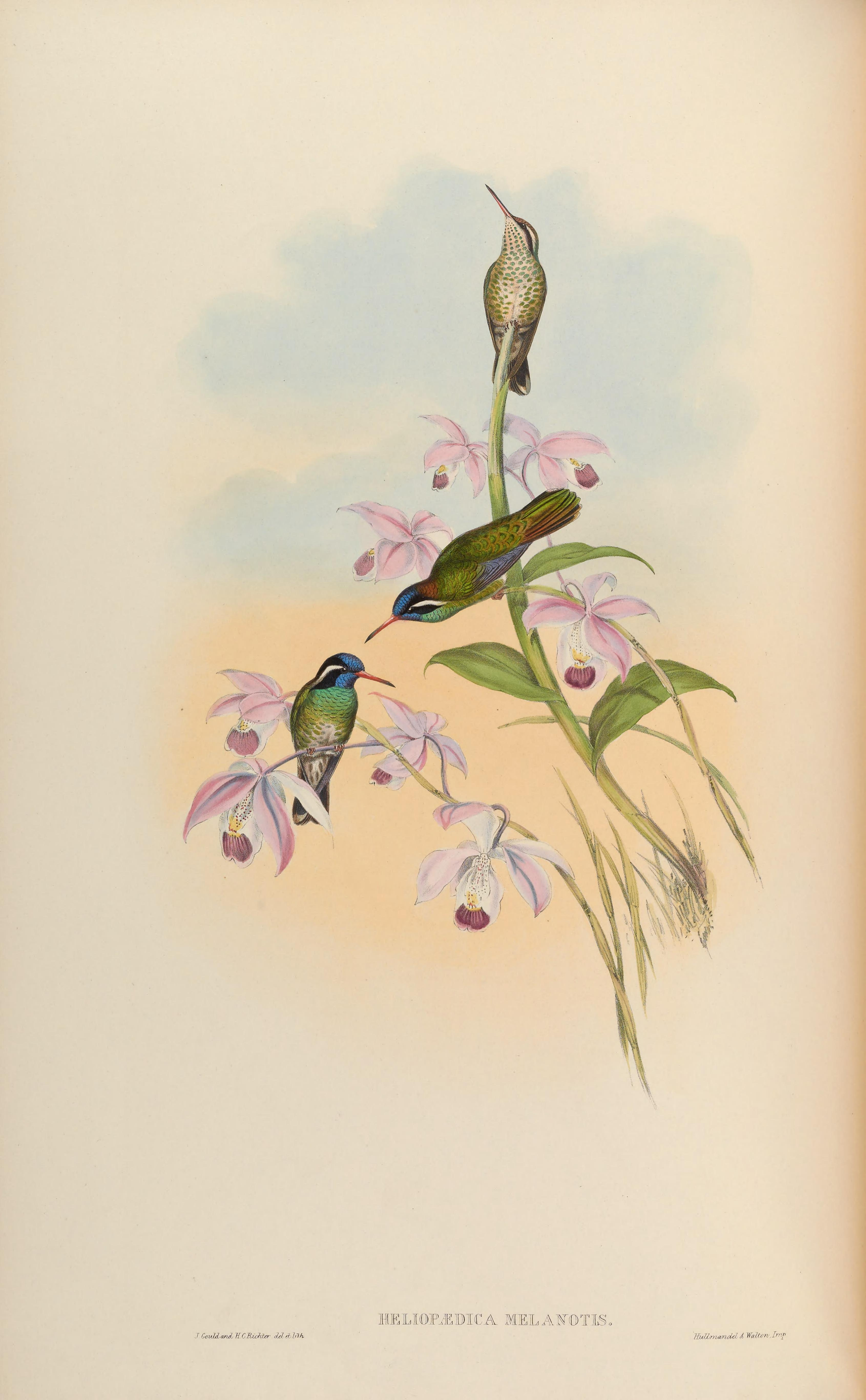
Мексиканські колібрі-сапфіри

Довжина птаха становить 9-10 см, самці важать 3,6 г, самиці 3,2 г. У самців номінативного підвиду лоб фіолетовий або синьо-фіолетовий з металевим відблиском, обличчя переважно чорне, за очима білі смуги, тім'я тьмяно-чорнувате. Верхня частина тіла яскраво-зелена або бронзово-зелена, верхні покривні пера хвоста більш бронзові, пера на надхвісті і верхні покривні пера хвоста мають іржасті краї. Центральні стернові пера яскраво-бронзово-зелені, наступна пара більш темно-зелена, три крайні пари стернові пер бронзово-чорні з яскраво-бронзово-зеленими кінчиками. Підборіддя і верхня частина горла фіолетово-сині, нижня частина горла смарагдово-зелена. груди і боки бронзові або бронзово-зелені, решта нижньої частини тіла тьмяна, сірувато-біла. Гузка сірувато-коричнева з бронзовим відблиском. Дзьоб прямий, червоний з чорним кінчиком.
У самиць номінативного підвиду тім'я темно-коричневе, райдужні плями на підборідді і горлі у них відсутні. Нижня частина тіла блідо-коричнювато-сіра або сірувато-біла, поцяткована бронзово-зеленими плямами, нижні покривні пера хвоста сіруваті з білуватими краями. Центральні стернові пера у них мають коричнювато-сірі кінчики. Дзьоб чорнуватий, біля основи червонувато-оранжевий. Забарвлення молодих птахів є подібне до забарвлення самиць, однак махові пера у них поцятковані білими плямками.
Представники підвиду B. l. borealis є дещо більшими за представників номінативного підвиду, у самців цього виду нижня частина тіла більш біла і менш зелена. Представники підвиду B. l. pygmaea є дещо меншими за представників номінативного підвиду, нижня частина горла у них менш зелена, решта нижньої частини тіла більш біла.

## Підвиди
Виділяють три підвиди:
- B. l. borealis (Griscom, 1929) — від південно-східної Аризони до Сонори, Чіуауа і Тамауліпаса;
- B. l. leucotis (Vieillot, 1818) — від центральної і південному Мексики до Гватемали;
- B. l. pygmaea Simon & Hellmayr, 1908 — Сальвадор, Гондурас і Нікарагуа.

## Поширення і екологія
Мексиканські колібрі-сапфіри гніздяться в горах на південному заході Сполучених Штатів Америки (на небесних островах Мадр), в Мексиці, Гватемалі, Сальвадорі, Гондурасі і Нікарагуа. Бродячі птахи також спостерігалися в Нью-Мексико і Техасі, іноді далі на північ і схід в США. Популяції, що гніздяться в США і на крайній півночі Мексики взимку мігрують на північ, частина південних популяцій під час негніздового періоду здійснюють сезонні міграції. Мексиканські колібрі-сапфіри живуть в соснових, дубово-соснових і вічнозелених тропічних лісах, на узліссях і галявинах. Зустрічаються переважно на висоті від 1200 до 3500 м над рівнем моря.
Мексиканські колібрі-сапфіри живляться нектаром різноманітних квітучих чагарників і трав, зокрема, з родів Agave, Bidens, Salvia, Penstemon і Cuphea, а також дрібними комахами. Шукають їжу в нижньому і середньому ярусах лісу. Захищають кормові території від інших представників свого виду, дрібніших колібрі і навіть більших за розмарами видів, таких як широкохвості колібрі-крихітки. Також птахи шукають нектар на територіях більших за розмірами видів, таких як північні колібрі-герцоги, тримаючись близько до землі, щоб залишатися непомітними.
Сезон розмноження у мексиканських колібрі-сапфірів на півночі ареалу триває з березня по серпень, в Сальвадорі з жовтня по грудень. Самці токують, приваблюючи самиць співом. Гніздо чашоподібне, робиться з рослинного пуху і лишайників, розміщується на дереві або в чагарниках, на висоті 6 м над землею. Іноді два гнізда можуть знаходитися відносно близько один до одного. В кладці 2 яйця. Інкубаційний період триває 14-16 днів, пташенята покидають гніздо через 23-28 днів після вилуплення. За сезон може вилупитися два виводки, іноді навіть три.